# Julie McNiven
Julie McNiven (Amherst, 11 ottobre 1980) è un'attrice statunitense.

## Biografia
Julie McNiven è nata ad Amherst nello Stato del Massachusetts. Durante l'adolescenza ha studiato trapezio alla French Woods Festival of the Performing Arts e ha anche frequentato il programma estivo della Circle in the Square. Si è laureata alla Salem State University di Salem.

## Carriera
La carriera dell'attrice inizia nel 1997 con una piccola apparizione nel film Old Man Dogs. Da quel momento in poi iniziò ad apparire anche in ruoli importanti sia in film che in serie televisive. È conosciuta principalmente per le sue apparizioni nelle serie televisive Mad Men e Supernatural, in cui interpreta l'angelo caduto Anna Milton. Nel 2009 è apparsa in due episodi di Desperate Housewives e nel film The Cave Movie. Impegnata nella seconda stagione della serie televisiva Stargate Universe nel ruolo ricorrente di Ginn, nel 2019 ricopre il ruolo ricorrente di Sheryl Trainor nella serie televisiva Doom Patrol basata sull'omonimo gruppo di supereroi della DC Comics, distribuita in Italia da Amazon Prime Video.

## Filmografia

### Cinema
- Old Man Dogs, regia di Bill Millios (1997)
- The Gypsy Years, regia di Rebecca Cook (2000)
- Dangerous Crosswinds, regia di Bill Millios (2005)
- Carlito's Way - Scalata al potere (Carlito's Way: Rise to Power), regia di Michael Bregman (2005)
- Fuga dal matrimonio (The Groomsmen), regia di Edward Burns (2006)
- Doses of Roger, regia di John Gutierrez - cortometraggio (2006)
- Go Go Tales, regia di Abel Ferrara (2007)
- Across the Universe, regia di Julie Taymor (2007)
- Machine Child, regia di Jonathan van Tulleken - cortometraggio (2007)
- Bluff Point, regia di Scott W. Lee - cortometraggio (2008)
- The Cave Movie, regia di Colin Spoelman (2009)
- Failing Better Now, regia di Keren Atzmon (2010)
- Sodales, regia di Jessica Biel - cortometraggio (2010)
- Office Politics, regia di Elliott J. Brown - cortometraggio (2010)

### Televisione
- Law & Order: Criminal Intent - serie TV, episodio 6x10 (2006)
- Brotherhood - Legami di sangue (Brotherhood) - serie TV, episodi 1x04-1x11-2x05 (2006-2007)
- Mad Men - serie TV, 20 episodi (2007-2009)
- New Amsterdam - serie TV, episodio 1x06 (2008)
- Supernatural - serie TV, 6 episodi (2008-2010)
- Desperate Housewives - serie TV, episodi 6x08-6x09 (2009)
- Stargate Universe - serie TV, 8 episodi (2010-2011)
- Fringe - serie TV, episodi 3x13 (2011)
- Nikita - serie TV, episodi 2x02 (2011)
- Dr. House - Medical Division (House M.D.) - serie TV, episodi 8x07 (2011)
- Segreti tra vicini (Neighborhood Watch), regia di Jake Helgren - film TV (2018)
- Doom Patrol - serie TV (2019 - in corso)

## Doppiatrici italiane
Nelle versioni in italiano delle opere in cui ha recitato, Julie McNiven è stata doppiata da:
- Emanuela Damasio in NCIS: Los Angeles, Doom Patrol
- Micaela Incitti in Mad Men
- Laura Lenghi in Supernatural
- Chiara Gioncardi in Dr. House - Medical Division
- Francesca Manicone in Motive
- Ilaria Latini in Code Black